# Крашская овчарка
Крашская овчарка (словен. kraški ovčar) — порода собак, происходящая из Словении. Порода признана Международной кинологической федерацией.

## История породы
Порода Крашская овчарка существует уже несколько столетий и относится к группе молоссов. Предполагается[кем?], что Крашские овчарки мигрировали вместе с иллирийцами через Истерийский и Далматский острова и осели в Словении, близ Крашского горного массива. Первые письменные упоминания породы датируются 1689 годом. Описание данной породы встречается в книге барона Янеза Вайкарта Вальвасора «Слава герцогства Карниол».
Порода и её стандарт были официально признаны во время заседания генеральной ассамблеи FCI, состоявшейся в Стокгольме 2 июня 1939 года, в котором порода именовалась иллирийской овчаркой. На заседании генеральной ассамблеи FCI 1948 года в Блед-Словении стандарт был дополнен, и порода была признана вновь.
Вплоть до 16 марта 1968 года иллирийская овчарка с Крашского горного массива носила то же имя, что и овчарка с Сарпланских гор. Чтобы избежать существования двух пород с одним именем Центральное Общество Югославии приняло решение переименовать овчарку с Крашского горного массива в Крашскую овчарку, а другую породу — в Сарпланскую. С того дня обе эти породы развиваются совершенно самостоятельно.

## Внешний вид
Крашская овчарка — собака среднего размера, гармоничная, крепко сложенная, с хорошо развитой мускулатурой и мощной конституцией. Хвост и уши — висячие. Шерстный покров Крашской овчарки длинный, обильный, серо-стального окраса. Длина корпуса по отношению к высоте в холке должна составлять не менее 9 к 8. У сук корпус несколько длиннее. Череп Истрийской овчарки несколько длиннее (13—14 см) морды (11—12 см). Ширина черепа (13—14 см) равна его длине.
За счёт пропорциональности по отношению к размеру корпуса голова Крашской овчарки обладает приятными внешними формами. Не должна быть ни лёгкой, ни тяжелой. Верхний контур черепа и морды слегка сходящиеся.
При взгляде сверху на уровне ушей голова широкая, незначительно сужающаяся к мочке носа. При взгляде сбоку глубокая и закруглённая. Длина головы от затылочного бугра до кончика носа равна 24—26 см. Череп несколько длиннее морды, достаточно развитый, сухой, мускулистый; в профиль слегка выпуклый, при взгляде с любой стороны — закруглённый. Ширина черепа Истрийской овчарки на уровне ушей равна длине черепа. Надбровные дуги умеренно выражены; лобная борозда умеренная; серединный гребень слегка выпуклый, но без подчеркивания загривка. Переход ото лба к морде выражен лишь слегка, не резкий. Мочка носа чёрная, широкая, хорошо развитая мочка носа, слегка заходящая за переднюю линию морды. Морда средней длины, у основания широкая и глубокая, постепенно уменьшающаяся по направлению к мочке носа. Прямая и широкая. Губы толстые, упругие, плотно прилегающие губы без образования карманов; с чёрной пигментацией. Зубы крепкие, особенно резцы, с ножницеобразным прикусом. Скулы по бокам слегка выступающие, сильные, но не гипертрофированные, скулы Крашской овчарки образуют достаточно небольшую лицевую часть. Глаза относительно широко расставленные, одновременно ни выпуклые, ни утопленные; миндалевидной формы, каштановые или тёмно-карие; с искренним, спокойным, твердым и почти меланхоличным выражением. Выражение меланхолии придают пигментированные чёрным веки. Уши умеренно высоко поставленные, средней длины. Кончики ушей Крашской овчарки могут доставать до внешних углов глаз. Ниспадают на скулы в форме буквы «V», при этом внутренняя сторона ушей в виде складки выворачивается наружу. Шея широкая, толстая, очень мускулистая, в поперечном сечении овальная. Верхний контур прямой или слегка изогнутый, нижний контур прямой. Средней длины (около 25 см), глубоко посажена в плечи. Соединяется с головой и корпусом крепкими мускулами. Кожный покров шеи толстый, плотно прилегающий, без подвеса. Шерстный покров густой, длинный, образует воротник и очень пушистую гриву, которые делают шею зрительно короче и мощнее, чем она есть на самом деле. Шея поставлена гордо, рельефно.
Корпус хорошо развит, средней длины, с длинной грудной частью. Линия верха прямая, горизонтальная или слегка наклонная. Холка длинная, средней высоты, широкая, плотно сомкнутая с шеей. Спина прямая, мускулистая, широкая спина средней длины. Поясничный отдел достаточно короткий, очень мускулистый и широкий. Круп средней длины, широкий, очень мускулистый, слегка наклонён к основанию хвоста. Грудь хорошо развитая, низко посаженная, обширная, длинная грудь; ребра широкие, плоские, умеренно сжатые, предгрудок хорошо развит, с достаточно округлой грудиной; длина: от 25 до 28 см, охват: от 70 до 78 см. Живот слегка приподнят и подтянут, упругий, с короткими, умеренно срезанными боками. Хвост прочно сочленён с корпусом, у основания широкий; в нормальном положении, саблевидной формы, на кончике хвоста зачастую с небольшим крюком; средней длины, должен доставать по меньшей мере до скакательных суставов. Покрыт пушистой длинной шерстью, без кисточки. В возбуждённом состоянии или в движении хвост поднимается до уровня спины или чуть выше; в состоянии покоя держится низко.
Передние конечности при взгляде спереди или сбоку — прямые, все составляющие очень гармонично сочленены друг с другом. Лопатки средней длины, широкие, наклонные, хорошо омускуленные и плотно сочленённые с корпусом. Угол лопаточно-плечевого сочленения близок к прямому. Плечи относительно длинные, более наклонные, чем лопатки, плечи очень мускулистые, плотно прилегающие к корпусу. Локти прилегают плотно к корпусу, должны находиться на уровне грудины. Предплечья достаточно длинные, прямые предплечья; с крепким костяком и сильной мускулатурой. Запястья сильные, хорошо сочленённые как с предплечьями, так и с пястями. Пясти широкие, средней длины, слегка наклонные. Передние лапы по отношению к торсу очень пропорциональные, овальной или округлой формы; пальцы плотные, сводчатые, с тёмными когтями; центральные и пальцевые подушечки достаточно крепкие, с чёрной или тёмной пигментацией. Задние конечности очень пропорциональные. При взгляде сзади прямые, в гармонии с остальными частями тела. При взгляде сбоку углы сочленений достаточно закрыты. Угол тазобедренного сустава достаточно закрытый. Бёдра длинные, широкие, очень мускулистые и хорошо наполненные. Углы бедренных и большеберцовых сочленений слегка открытые; колени прочные, с твердой коленной чашечкой. Голени умеренно длинные, наклонные, крепкие. Характерны крепкие, умеренно открытые скакательные суставы. Плюсны прочные, короткие, прямые; прибылые пальцы подлежат удалению. Задние лапы аналогичны передним.
Шерсть густая, длинная, ровная, с обильным подшерстком. Голова, передние края ушей и передняя часть конечностей покрыты короткой шерстью. Тыльная сторона ушей покрыта более длинной и мягкой шерстью. Волосяной покров верхней части шеи длинный, жесткий и очень пушистый, образующий гриву; нижней части — ещё длиннее и мягче, образует воротник, расширяющийся у основания шеи. Торс и живот покрыты длинным волосом, на животе менее жестким. Хвост равномерно пушистый, без кисточки. Тыльная сторона передних конечностей покрыта длинной, очень мягкой шерстью, образующей бахрому. Тыльная сторона задних конечностей покрыта ещё более длинной и пушистой шерстью, образующей очесы на ногах. Длина покровного волоса — не менее 10 см. Окрас серо-стальной, особенно на спине, предпочтителен тёмный тон; по направлению к животу и конечностям окрас трансформируется в светло-серый или песочный, с тёмной полоской в передней части ноги, не образуя при этом видимой границы. Тёмная маска на морде растянута по черепу. На загривке маска граничит с серым либо песочным либо бледно-палевым окрасом, сверху покрытым чёрным.

## Темперамент и поведение
Собака отличается хорошим, умеренно энергичным темпераментом, смелостью, отвагой, при этом не склонна кусаться, очень предана своему хозяину. Крашская овчарка — неподкупный охранник, недоверчива к посторонним, приятный, послушный компаньон, обладающий при этом ярко выраженной индивидуальностью.